# HTTrack

Ảnh chụp hình màn giao diện của WHTTrack

HTTrack là một phần mềm tự do và nguồn mở dùng để sao chép cả một website đồng thời duyệt ngay tại máy. HTTrack tuân theo giấy phép tự do của GNU. Nó cho phép tải cả một website từ Internet xuống một thư mục địa phương, xây dựng các thư mục hậu duệ, tải về HTML, hình ảnh, và các loại tệp khác từ máy chủ xuống máy người dùng. HTTrack sắp xếp lại các cấu trúc liên kết của trang cho phù hợp với đường dẫn trên máy địa phương. Chỉ cần mở trang "bản sao" website bằng trình duyệt, người dùng có thể duyệt website từ liên kết này sang liên kết kia, cũng giống như họ đang duyệt trực tuyến. HTTrack cũng có thể cập nhật một website "bản sao", và khôi phục lại khi việc tải xuống bị gián đoạn. HTTrack có khả năng cấu hình cao đồng thời kèm theo một hệ thống trợ giúp tích hợp.
Có 2 phiên bản chính của HTTrack, WHTTrack dùng cho Windows 9x/NT/2000/XP và WebHTTrack cho Linux, Unix và BSD.